# North Transfer Station
North Transfer Station (Estación de Transferencia Norte), también conocida como North Recycling and Disposal Station, es una instalación municipal de recolección y distribución de desechos en Seattle, la ciudad más grande del estado de Washington (Estados Unidos). Está ubicada en el vecindario de Wallingford cerca de Parque Gas Works y es una de las dos estaciones de transferencia administradas por Seattle Public Utilities.
La instalación original se inauguró en 1968 en el sitio de un antiguo establo y garaje de la ciudad como parte de un nuevo plan para transportar basura desde Seattle al vertedero de Cedar Hills en lugar de utilizar basureros locales. A principios de la década de 2000, el gobierno de la ciudad propuso construir en el sitio una estación de transferencia moderna, que fue aprobada por Seattle Public Utilities en 2011. La antigua instalación se cerró en enero de 2014 y la reemplazó una nueva estación de transferencia inauguada en noviembre de 2016. Incluye un centro comunitario con una sala de observación, arte público, arquitectura ecológica y un área de juegos al aire libre.

## Historia
El gobierno de Seattle aprobó la construcción de su primer conjunto de estaciones de transferencia de desechos en 1966, luego del cierre de varios vertederos en la ciudad y un acuerdo para transportar la basura al vertedero regional de Cedar Hills cerca de Kent. Las estaciones se colocaron en South Park y al este de Fremont, este último en un terreno de 2 ha que ya se utilizaba para talleres de mantenimiento de la ciudad que serían reubicados en otros lotes. Las instalaciones de South Park se abrieron en agosto de 1966, mientras que el desarrollo de las instalaciones de Fremont se retrasó debido a una propuesta infructuosa de agregar una cancha de tenis en la azotea.
Los planes para la North Transfer Station se aprobaron en diciembre de 1966, que constan de un edificio de 37 por 73 m que reemplazaría el relleno sanitario en Union Bay. Los residentes de la cercana Wallingford presentaron una petición al ayuntamiento para evitar la construcción de la estación de transferencia, pero fueron rechazados. La construcción en el sitio comenzó en mayo de 1967 con la demolición de Edgewater Stables, que albergaba caballos de batalla para los departamentos de mantenimiento de la ciudad y luego sus vehículos de reemplazo.
La North Transfer Station se inauguró el 2 de enero de 1968, con un costo de construcción de 700 000 dólares (equivalente a 4 millones de dólares de 2019). Se limitaba a operar durante las horas del día y solo aplicaba un cargo a los camiones comerciales y vehículos con remolques. La instalación comenzó a aceptar materiales reciclados sin cargo poco después de su apertura, encabezada por una iniciativa de Boy Scouts para recolectar vidrio para reciclar. La instalación fue criticada repetidamente por su falta de barreras de seguridad que separaran a las personas del pozo de compactación, el ruido generado por los camiones y varias máquinas, y los olores desagradables que penetraban hacia las áreas residenciales cercanas, lo que llevó a los residentes de Wallingford a presentar una petición al ayuntamiento para que controlara los olores nauseabundos. El sitio de la North Transfer Station se propuso más tarde como la ubicación de una instalación de recolección de desechos domésticos peligrosos, pero la falta de terreno adecuado trasladó la instalación de recolección propuesta al lago Haller.

### Reemplazo
El gobierno de Seattle adoptó nuevas regulaciones de manejo de desechos en 1998, incluidos planes para renovar las instalaciones de transferencia una vez hayan superado su vida útil. En 2003 se publicó un plan maestro separado de las instalaciones de desechos sólidos y se propuso una modesta expansión de la North Transfer Station, junto con otras medidas de modernización. Los borradores anteriores del plan habían propuesto cerrar la instalación del Norte y reemplazarla con un nuevo centro de transferencia y exportación intermodal en Interbay, pero el uso estaba en conflicto con el desarrollo existente y planificado en el área.
En 2005, el Ayuntamiento de Seattle aprobó un plan de 30 millones de dólares para demoler y reconstruir la Instalación de Transferencia Norte, que se expandiría en 6070 m² que se adquirió mediante la condena de un edificio de panadería Oroweat y unas vacaciones en la calle. El plan maestro de las instalaciones también incluyó la construcción de una nueva instalación en Georgetown que se eliminó en 2007 a favor de la expansión de las estaciones de transferencia existentes para acomodar el reciclaje y otros tipos de desechos. Los consejos comunitarios de Fremont y Wallingford apelaron los estudios ambientales del proyecto, indicando que la ciudad no había agotado otras alternativas para expandir la North Transfer Station, y la ciudad formó un grupo asesor de partes interesadas para abordar sus preocupaciones.
El proyecto de renovación de 52 millones de dólares fue aprobado en 2011 por Seattle Public Utilities luego de las consultas de la comunidad local y sería financiado por un aumento de tarifas para los servicios de eliminación de basura. La antigua estación de transferencia se cerró el 20 de enero de 2014, lo que requiere que los usuarios utilicen la reabierta South Transfer Station en South Park o la estación de transferencia administrada por el condado en Shoreline. La antigua estación de transferencia fue demolida a finales de año y la construcción del nuevo edificio comenzó en julio de 2014, con soportes de acero para el nuevo edificio instalados a finales de 2015. El público al aire libre, las obras de arte públicas y otras comodidades de la comunidad se instalaron en marzo de 2016. Se continuó trabajando en el interior de los edificios para instalar sistemas eléctricos y HVAC. La instalación de transferencia renovada abrió el 28 de noviembre de 2016, a un costo de 108 millones de dólares. El costo del proyecto aumentó durante la construcción debido a una remediación ambiental inesperada. El centro de donaciones y la sala de educación y observación de la comunidad se abrieron en febrero de 2018.

## Instalaciones y diseño

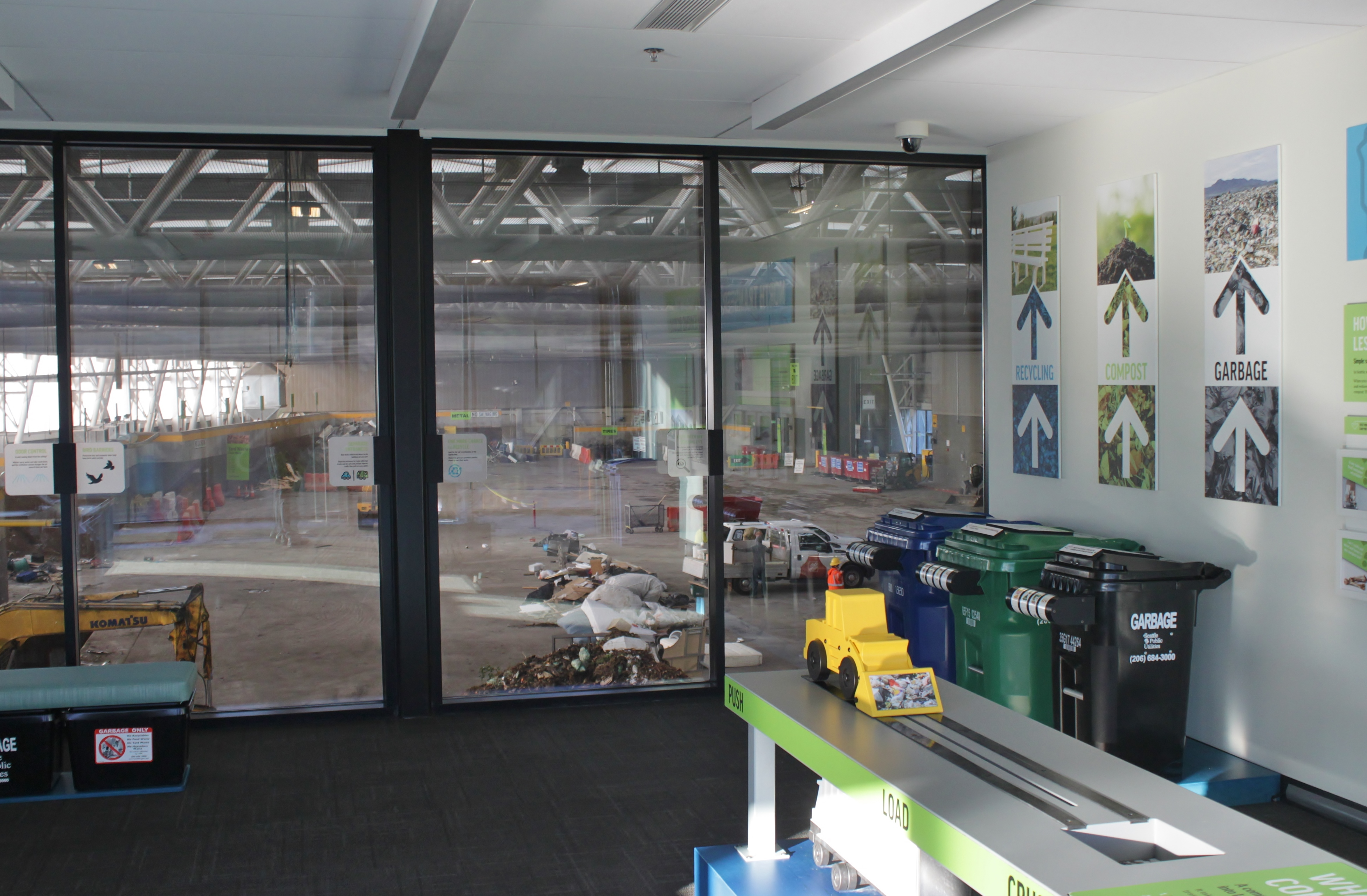
La sala de educación y visualización de North Transfer Station, que da al piso de inflexión

La North Transfer Station está ubicada en un 2 ha en el sur de Wallingford cerca de Gas Works Park y Burke-Gilman Trail en el lado norte del lago Union. El campus en pendiente incluye un edificio principal para el procesamiento de desechos, una oficina de administración y una instalación separada para reutilización y reciclaje. Su entrada principal está en la calle North 34, que tiene un conjunto de cinco básculas y espacio para hacer cola para hasta 50 vehículos. El edificio principal en el sitio es de dos pisos y tiene 6039 m², con piso basculante y compactadores subterráneos que alimentan los remolques de transporte. Fue diseñado por Mahlum Architects con características ecológicas, que incluyen un techo verde, claraboyas, paneles solares en la azotea, ventilación mejorada y tratamiento de aguas pluviales en el lugar. El techo del edificio principal se hundió por debajo del nivel de la calle norte utilizando una serie de puente en celosía de tres cuerdas que permitirían un piso basculante abierto. La instalación de residuos y el edificio contiguo de reutilización y reciclaje pueden manejar hasta 680 t de materiales por día.
El edificio principal también tiene una sala de educación y observación en el segundo piso que da al piso basculante. Incluye modelos a escala de vehículos utilizados en la estación de transferencia, fotografías históricas de recolección de basura y exhibiciones sobre reciclaje y compostaje. El centro educativo fue nombrado en 2011 por J. P. Patches, un payaso de la televisión local que era conocido como el "alcalde del vertedero de la ciudad". El lado este de la estación de transferencia frente a Woodlawn Avenue North tiene un pequeño parque con un área de juegos, cancha de baloncesto, áreas para sentarse y equipo para hacer ejercicio. El edificio principal tiene una plaza pública con una escultura al aire libre, "Reclamada" por Jean Shin, que usa 3048 m de varilla de acero recuperada de la instalación original para representar la topografía del sitio antes de la década de 1960.
El diseño de la instalación ha sido elogiado por los críticos por sus características ecológicas y los servicios públicos que no se encuentran comúnmente en las instalaciones de desechos. Recibió la certificación LEED Gold y fue galardonado con un premio COTE Top Ten del American Institute of Architects en 2019. El sistema de armadura de techo fue reconocido con un premio técnico nacional del Instituto Americano de Construcción de Acero en 2018.